# Doue (ruisseau)
Pour les articles homonymes, voir Doue (homonymie).
La Doue est un ruisseau du sud-ouest de la France et un affluent du Bandiat, donc un sous-affluent de la Charente par la Tardoire. Elle arrose le département de la Dordogne, en région Nouvelle-Aquitaine.

## Géographie

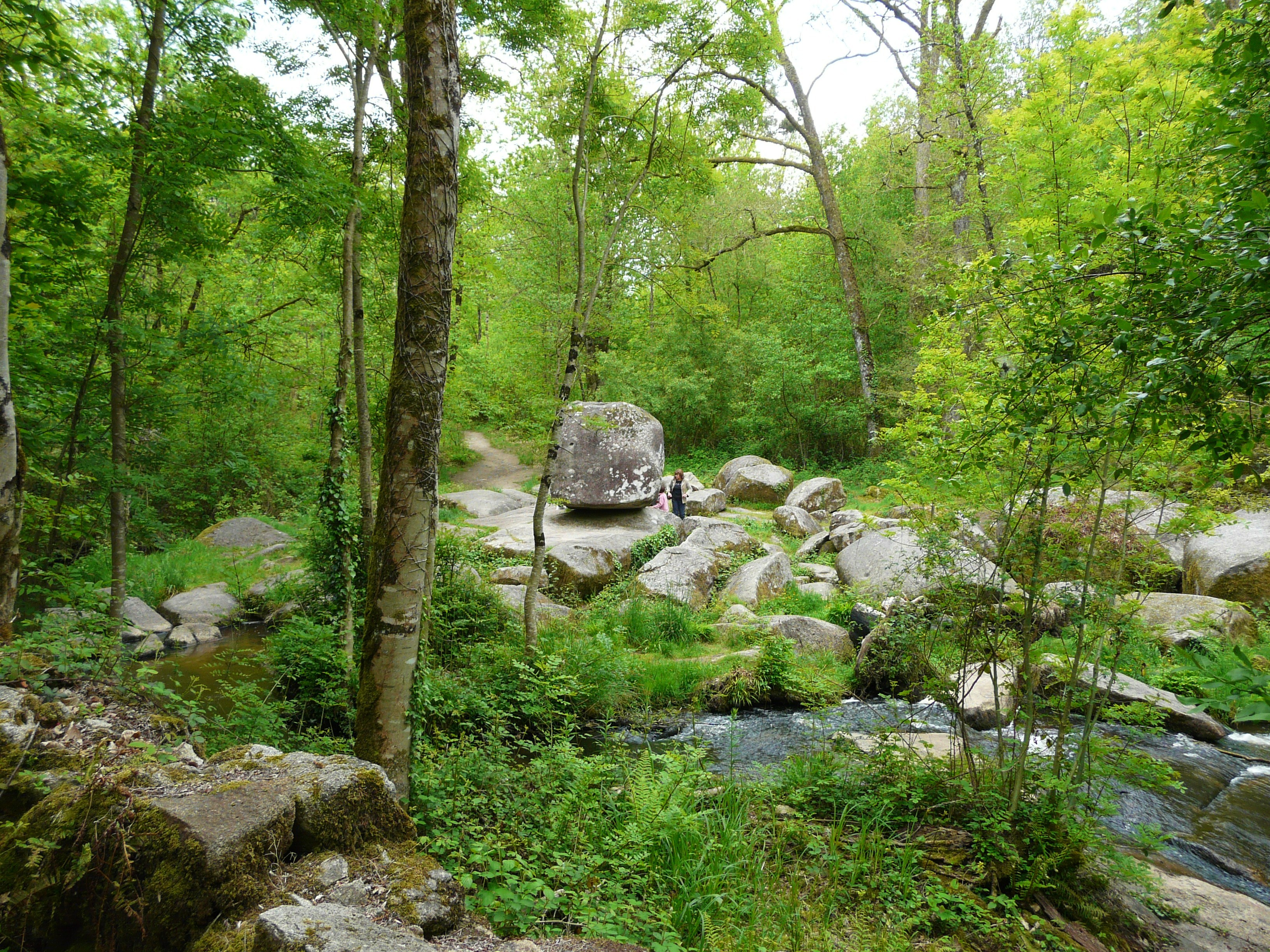
La Doue au site du Roc branlant.

La Doue prend sa source en Dordogne, à près de 280 mètres d'altitude, sur la commune de Piégut-Pluviers, deux kilomètres à l'est-sud-est du bourg de Piégut, près du lieu-dit la Noche.
Au bout de cinq kilomètres, son cours est barré à l'est de Saint-Estèphe et se transforme en un plan d'eau de 17 hectares : le Grand étang de Saint-Estèphe, où peuvent être pratiquées la baignade, la promenade et la pêche. Aussitôt après, toujours à Saint-Estèphe, elle traverse le site du Roc-branlant et se faufile sous le Chapelet du diable, un imposant chaos granitique.
Elle traverse ensuite l'étang des Cygnes à Saint Estèphe.
Elle passe au moulin de Pinard sur la commune du Bourdeix (moulin à huile de noix et à farine datant du Moyen-Âge). Sur la retenue d'eau de ce moulin se trouve une station de pompage, principale ressource en eau du Syndicat intercommunal des eaux de la région de Nontron.
La Doue conflue avec le Bandiat en rive droite, vers 120 mètres d'altitude, un kilomètre au sud-est du bourg de Javerlhac.
Sa longueur est de 17,5 km.

### Communes traversées
À l'intérieur du département de la Dordogne, la Doue arrose les six communes suivantes, de l'amont vers l'aval, Piégut-Pluviers (source), Augignac, Saint-Estèphe, Le Bourdeix, Saint-Martin-le-Pin et Javerlhac-et-la-Chapelle-Saint-Robert (confluence).

### Bassin versant
La Doue traverse une seule zone hydrographique Le Bandiat du confluent des Vergnes au confluent du Merlançon (inclus) (R114) de 229 km2 de superficie. Ce bassin versant est constitué à 51,58 % de « forêts et milieux semi-naturels », à 45,43 % de « territoires agricoles », à 2,63 % de « territoires artificialisés », à 0,20 % de « surfaces en eau ».

### Affluents
La Doue a cinq affluents répertoriés, dont deux portent un nom : 
- le principal est en rive droite le ruisseau des Forges, long de 7,2 km[3],
- le ruisseau de Combas long de 4,0 km[4], en rive gauche, qui sert de limite aux communes de Saint-Martin-le-Pin au sud et Le Bourdeix au nord.

Deux de ses affluents ayant eux-mêmes au moins un affluent, la Doue à un nombre de Strahler de trois.

## Tourisme
- Le  Grand étang de Saint-Estèphe et sa base de loisirs
- Également sur la commune de Saint-Estèphe, le Roc branlant, chaos granitique en équilibre[5].
- Le Moulin de Pinard au Bourdeix.

## Galerie de photos

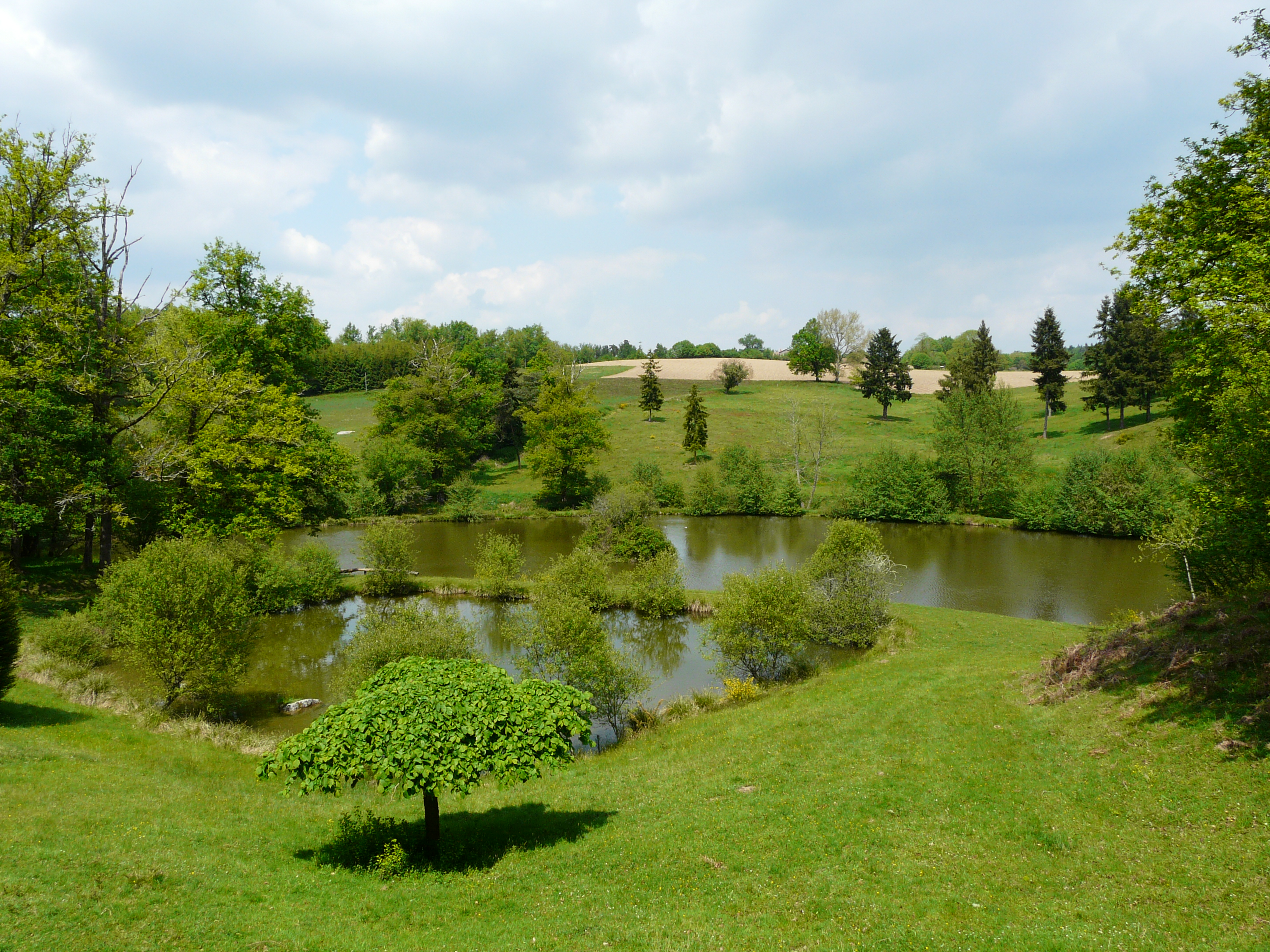
Les étangs de Ligneras alimentés par la Doue, au Bourdeix.
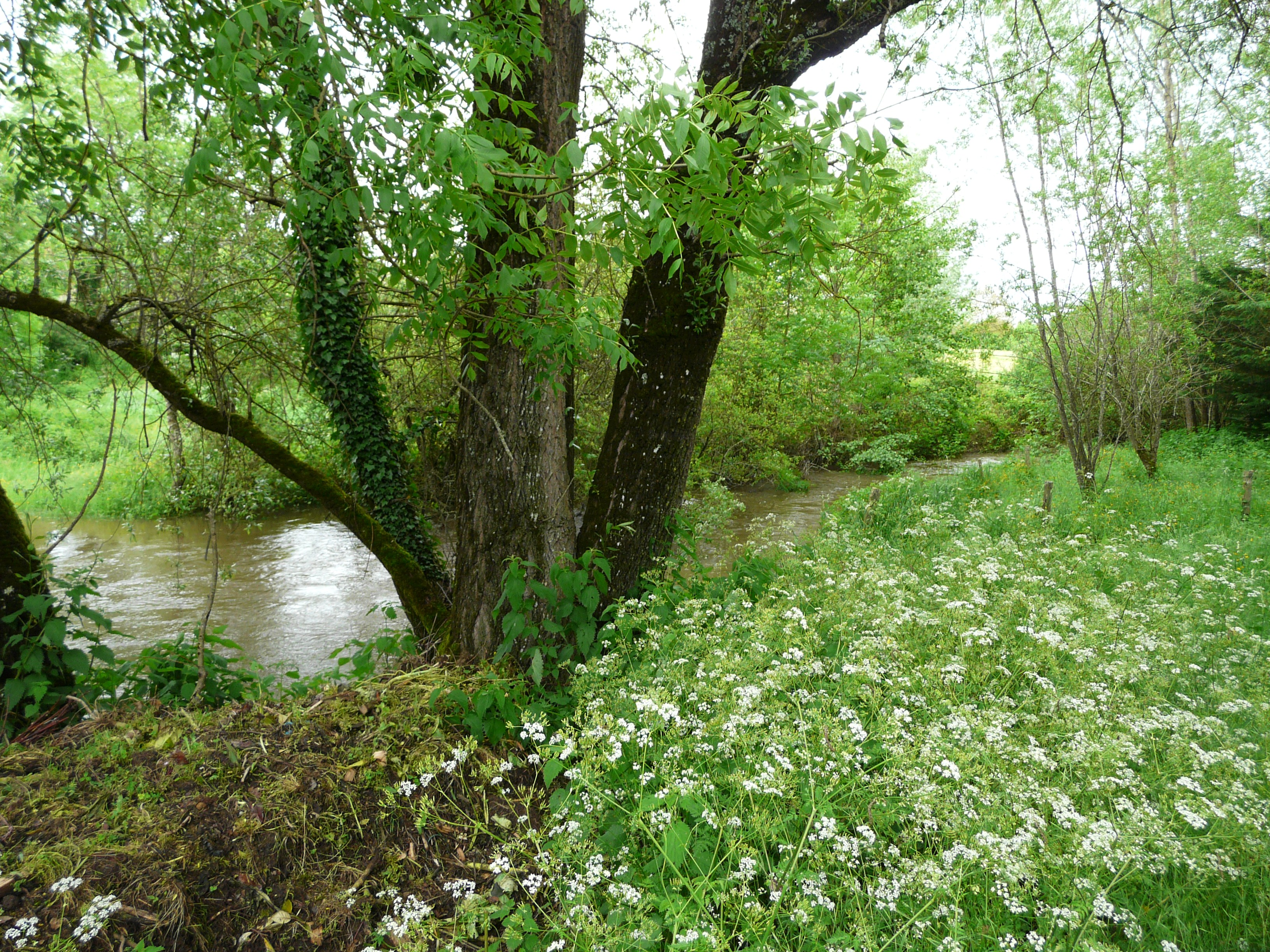
La Doue, un kilomètre avant sa confluence avec le Bandiat.
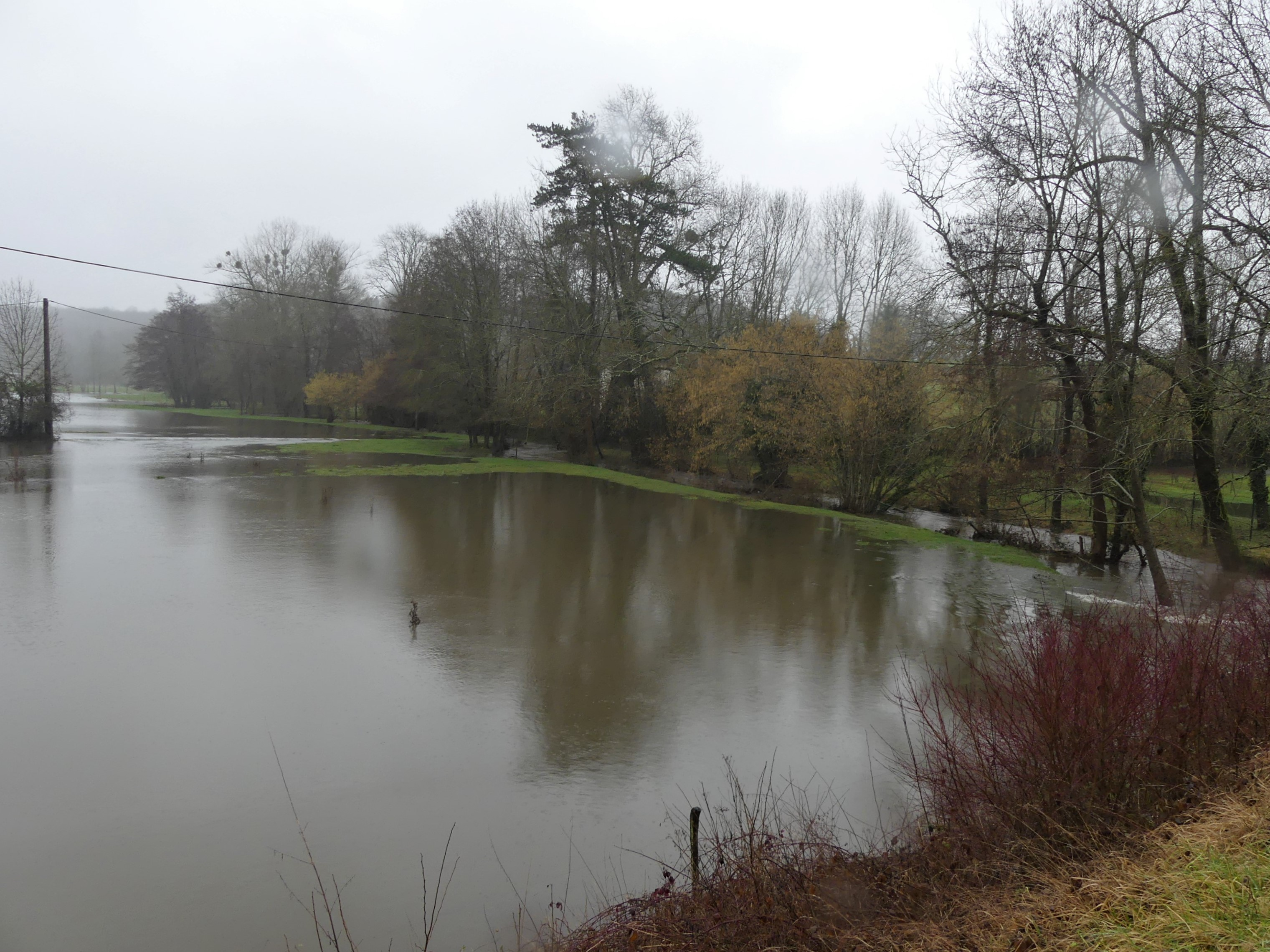
La Doue en crue, 500 mètres avant sa confluence avec le Bandiat.